# Меркуши (Киров)
 Меркуши — деревня в Кировской области. Входит в состав муниципального образования «Город Киров»

## География
Расположена на расстоянии примерно 9 км по прямой на запад от железнодорожного вокзала станции Киров.

## История
Известна с 1671 года как починок Ярославцов с 3 дворами, в 1764 51 житель, в 1802 11 дворов. В 1873 году здесь (деревня Ярославская или Меркуши) дворов 9 и жителей 86, в 1905 (Ярославский или Моркуши) 13 и 71, в 1926 (Меркуши или Ярославский) 19 и 88, в 1950 (Меркуши) 18 и 49, в 1989 уже не было учтено постоянных  жителей. Административно подчиняется Ленинскому району города Киров.

## Население
Постоянное население составляло 2 человека (русские 100%) в 2002 году, 11 в 2010.